# Joseph Crowley
Joseph Crowley, född 16 mars 1962 i New York, New York, är en amerikansk demokratisk politiker. Han representerade delstaten New Yorks sjunde distrikt i USA:s representanthus mellan 1999 och 2013 och New Yorks 14:e distrikt mellan 2013 och 2019.
Crowley gick i skola i Power Memorial High School i New York. Han utexaminerades 1985 från City University of New York. Han var ledamot av New York State Assembly, underhuset i delstatens lagstiftande församling, 1986-1998.
Kongressledamoten Thomas J. Manton ställde inte upp till omval i kongressvalet 1998. Crowley vann valet och efterträdde Manton i representanthuset i januari 1999. Han har omvalts tio gånger. Den 26 juni 2018, besegrade Alexandria Ocasio-Cortez Crowley i det demokratiska primärvalet för hans plats.